# Litewska wojna domowa (1389–1392)
Litewska wojna domowa w latach 1389–1392 była drugim konfliktem pomiędzy Jagiełłą, królem Polski, a jego kuzynem Witoldem. Powodem była walka o władzę nad Wielkim Księstwem Litewskim, wówczas największym powierzchniowo państwem w Europie.
Witold podjął próbę usunięcia brata Jagiełły, niepopularnego Skirgiełły, którego Jagiełło ustanowił wielkorządcą Litwy po swojej koronacji na króla Polski w 1386 roku. Kiedy pierwsza próba opanowania stolicy w Wilnie nie udała się, Witold zawarł przymierze z zakonem krzyżackim, ich wspólnym wrogiem – tak jak to uczynił w czasie pierwszej litewskiej wojny domowej w latach 1381–1384.
Witold i Krzyżacy oblegli nieskutecznie Wilno w 1390 roku. W ciągu następnych dwóch lat stało się jasne, że żadna ze stron nie osiągnie szybkiego zwycięstwa i Jagiełło zaproponował kompromis. Witold zostałby wielkim księciem a Jagiełło pozostałby Najwyższym Księciem Litwy. Ta propozycja została sformalizowana w ugodzie w Ostrowie w 1392 roku i w konsekwencji Witold zwrócił się przeciwko Krzyżakom.
Witold rządził Litwą jako wielki książę litewski przez 38 lat i przez ten czas kuzyni pozostawali w pokoju.

## Tło konfliktu
Ród Giedymina stworzył państwo, które obejmowało terytoria obecnej Litwy, Białorusi, Ukrainy, Naddniestrza oraz części Polski i Rosji. Synowie Giedymina Olgierd i Kiejstut, ojcowie Jagiełły i Witolda, współrządzili pokojowo Wielkim Księstwem Litewskim. Jednakże po śmierci Olgierda w 1377 roku Kiejstut i Witold rozpoczęli walkę o władzę z Jagiełłą. Podczas ich pierwszego konfliktu, pierwszej litewskiej wojny domowej w latach 1381–1384 zarówno Witold, jak i Jagiełło zawiązywali krótkotrwałe sojusze z Krzyżakami. Witold nie zdołał zdobyć tronu i w końcu pogodził się z Jagiełłą w 1384 roku. Jagiełło stworzył nowy znaczący alians, kiedy poślubił w lutym 1386 roku Jadwigę Andegaweńską, króla Polski i został koronowany na króla Polski. To małżeństwo wymagało pewnych ustępstw ze strony litewskiej, ponieważ Jadwiga należała do wybitnych rodów Europy. Jako warunek wstępny małżeństwa w lutym 1386 roku podpisana została Unia w Krewie. Zawierała zobowiązanie władców wyrzeczenia się pogaństwa, ochrzczenia siebie i poddanych oraz ustanowienia unii personalnej pomiędzy Polską i Litwą.
Unia była niepożądanym zdarzeniem dla zakonu krzyżackiego, ponieważ jednoczyła Polskę i Litwę, państwa wrogie zakonowi, a chrzest Litwy pozbawiał zakon ideologicznego uzasadnienia prowadzenia wojny z tym państwem. Dlatego zakon szukał możliwości zerwania unii polsko-litewskiej. Pożądał Żmudzi, części zachodniej Litwy graniczącej z wybrzeżem Bałtyku i odmówił uznania chrztu Jagiełły w 1386 roku.

## Wojna domowa

### 1389-1390
Jagiełło wysłał Klemensa Moskarzewskiego, by osadził polski garnizon w Wilnie i ustabilizował sytuację, ale to posunięcie tylko rozzłościło opozycję. W maju 1389 Jagiełło spróbował mediować w konflikcie pomiędzy Skirgiełłą i Witoldem w Lublinie. Witold został zmuszony do podpisania formalnej deklaracji, że będzie lojalny wobec Skirgiełły i będzie go, lecz jego pozycja jako księcia Łucka nie została formalnie potwierdzona. Witold zabezpieczył swoją pozycję w Łucku i zwrócił swój wzrok na Wilno. Według zeznań Krzyżaków na Soborze w Konstancji, Witold planował wykorzystać ślub swej siostry i wysłać do Wilna wozy z mięsem, sianem i innymi dobrami. Wozy miały być eskortowane przez uzbrojonych ludzi, którzy mieli opanować zamek, kiedy znaleźliby się wewnątrz miasta. Ten plan był odkryty przez szpiega niemieckiego i konspiratorzy zostali straceni. W kolejnej porażce, dwóch najsilniejszych stronników Witolda, jego brat Towciwiłł i jego szwagier Iwan Olszański, utracili swoje terytoria w Nowogródku i Holszanach.
Witold poszukał wówczas militarnego sojuszu z Krzyżakami, wysyłając pojmanego krzyżaka Markwarda von Salzbach na negocjacje. 19 stycznia 1390 roku Witold podpisał Układ w Ełku, potwierdzający warunki poprzedniego porozumienia, Układu w Królewcu, podpisanego w 1384 roku podczas jego pierwszego konfliktu z Jagiełłą. Na warunkach tego traktatu Krzyżacy mieli przyrzeczoną Żmudź aż do rzeki Niewiaża w zamian za pomoc wojskową. Ponieważ byli wcześniej zdradzeni, Krzyżacy zażądali zakładników jako gwarancji lojalności Witolda: jego braci Zygmunta i Towciwiłła, żonę Annę, córkę Zofię, siostrę Ryngałłę, swego ulubieńca Iwana Olszańskiego i wielu innych notabli.
W maju delegacja 31 żmudzińskich szlachciców przybyła do Królewca i przyrzekła lojalność wobec Witolda przez podpisanie Układu w Królewcu. Połączone siły Witolda i Krzyżaków składające się w większości z ochotników i najemników z zachodniej Europy, głównie z Francji, Niemiec, Anglii. Wśród uczestników byli Henryk hrabia Derby, przyszły król Anglii Henryk IV Lancaster i Marszałek Francji Jean Le Maingre. Angielscy krzyżowcy pozostawili dokładne opisy swoich działań w Prusach i na Litwie a ich wyczyny zostały wspomniane przez Geoffreya Chaucera w Opowieściach kanterberyjskich, zapewne jako ukłon wobec rycerzy angielskich i przyszłego króla. W międzyczasie Jagiełło osiągnął pewne militarne sukcesy; jego siły uchwyciły kilka zamków na Podlasiu i pozostawił je pod strażą polskich garnizonów, jak również opanował Grodno w kwietniu 1390 roku po 6-miesięcznym oblężeniu.
Nowo zawiązana koalicja przeprowadziła kilka małych kampanii na Litwie; największa została przedsięwzięta pod koniec lata. Kiedy armia zakładała oblężenie Jurborka zmarł wielki mistrz zakonu Konrad Zöllner von Rothenstein. Koalicja postanowiła zrezygnować z oblężenia, ponieważ tak dużą armię nie było łatwo zebrać ponownie i zamiast tego pomaszerowała na Wilno. 11 listopada 1390 roku połączone siły rozpoczęły 5-tygodniowe oblężenie. Zamki wileńskie były opanowane przez Skirgiełłę, dowodzącego połączonymi siłami wojsk polskich, litewskich i ruskich. Krzyżacy obrócili większą część miasta w ruinę, jak również udało im się zniszczyć Krzywy Gród, który już nigdy nie został odbudowany. Brat Witolda, Towciwiłł Kiejstutowicz i brat Jagiełły, Korygiełło zginęli podczas oblężenia. Oblegających trapiły różne problemy. Ich zapasy prochu wyczerpywały się, pogoda się popsuła, czas służby wielu ochotników z Europy zachodniej kończył się, zakon potrzebował nowego wielkiego mistrza. Zdecydowali się wracać do Prus. Oblężenie nie przyniosło zakończenia konfliktu, ale pokazało narastające niezadowolenie z Jagiełły wśród lokalnych mieszkańców.

### 1391-1392
21 stycznia 1391 roku córka Witolda, Zofia Witoldówna, poślubiła Wasyla I, wielkiego księcia moskiewskiego. Ten sojusz umocnił wpływy Witolda wśród ziem ruskich i reprezentował potencjalnie nowego sojusznika przeciwko Polsce. W tym samym czasie brat Jagiełły tracił swą władzę w Nowogrodzie Wielkim na rzecz Moskwy. Krzyżacy byli bezczynni podczas przedłużającego się wyboru wielkiego mistrza, Konrada Wallenroda; ich generalna kapituła opóźniła ten wybór. W maju 1391 roku nowy wielki mistrz wydzierżawił Złotorię, zamek niedaleko Torunia, od Władysława Opolczyka, palatyna Zygmunta Luksemburskiego, za 6632 guldeny. Rozzłościło to Jagiełłę, który najechał ziemię dobrzyńską, ale został odparty. Von Wallenrode wezwał nowych ochotników z Francji, Anglii i Szkocji. Wśród tych, którzy odpowiedzieli był William Douglas z Nithsdale. Zimą 1391 roku Krzyżacy zorganizowali kolejną wyprawę na Wilno. W Kownie wystawili wielką ucztę, która została sugestywnie opisana w poemacie Adama Mickiewicza Konrad Wallenrod z 1828 roku. Zniszczyli pobliskie miasta Wiłkomierz i Mejszagoła, ale nie ma dowodów na drugie oblężenie Wilna. W listopadzie 1391 roku Witold zaatakował ziemie wokół Merecza i Grodna, przecinając najlepsze drogi komunikacyjne pomiędzy Jagiełłą i Skirgiełłą.
W międzyczasie Krzyżacy skupowali ziemie w Prusach. W maju 1392 von Wallenrode rozpoczął negocjacje z Zygmuntem Luksemburczykiem dotyczące zakupu Nowej Marchii za 500 tys. guldenów Negocjacje upadły, ponieważ tytuł własności do tych ziem kwestionowany był przez kilku książąt. Zakup Nowej Marchii został sfinalizowany z Jodokiem z Moraw dopiero w 1402 roku. W ciągu 1392 Krzyżacy zgodzili się zapłacić Władysławowi Opolczykowi 50 tys. guldenów za ziemię dobrzyńską, która była przedmiotem rywalizacji wśród książąt piastowskich od 1377 roku. Opolczyk, władca Opola na Śląsku, nie miał zainteresowania niestabilnymi regionami na północy. W 1392 roku rozesłał propozycję rozbioru Polski pomiędzy Krzyżaków, Cesarstwo, Śląsk i Węgry, ale propozycja została odrzucona. Te zakupy Krzyżaków zagroziły północnym granicom Polski.
Ani Jagiełło, ani Witold nie osiągnął wyraźnej przewagi i tereny Wielkiego Księstwa Litewskiego objęte wojną domową były nadal dewastowane. Polska szlachta była niezadowolona z wojny, sprawy litewskie zajmowały Jagielle dużo czasu a oczekiwane efekty Unii w Krewie nie zmaterializowały się. Unia miała wzmocnić polską kontrolę nad Rusią Czerwoną, Mołdawią i Wołochami zamiast wywoływać kłopoty na północy. Jagiełło był zaabsorbowany zarządzaniem swoim dworem, wojnami na południowym wschodzie i swą chorowitą żoną. Spróbował zamienić Skirgiełłę na swego młodszego brata Wigunta, ten jednak zmarł w niejasnych okolicznościach – według plotek został otruty przez Witolda lub przez Skirgiełłę. Klemens Moskarzewski został zastąpiony na stanowisku gubernatora Wilna przez Jana Oleśnickiego z Krakowa. Jagiełło zdecydował się na kompromis z Witoldem.

## Traktat pokojowy
Wiosną 1392 roku Jagiełło zaproponował kompromis poprzez swego posła, Henryka Mazowieckiego, biskupa Płocka. Witold zostałby wielkim księciem, jeśli uznałby Jagiełłę jako najwyższego księcia. Do lata Witold zapewnił sobie zwolnienie wielu zakładników, których przekazał Krzyżakom i zaakceptował ofertę. Ponieważ porozumienie z Jagiełłą zostało zawarte w tajemnicy, Krzyżacy niczego nie podejrzewali, kiedy Witold zaprosił ich na uroczystości do swej kwatery na zamku Ritterswerder na wyspie na rzece Niemen. Większość gości została uwięziona a armia Witolda przypuściła atak i zniszczyła nieobsadzone zamki w Ritterswerder, Metenburgu i Neugarten (Nowe Grodno) w pobliżu Grodna.
Ugoda w Ostrowie, formalizująca porozumienie i kończąca wojnę domową, została podpisana 4 sierpnia 1392 roku. Witold został wielkim księciem i zażądał zwrotu ojcowizny w Trokach, podczas gdy Skirgiełło został wysłany do peryferyjnego Kijowa jako wielki książę kijowski, gdzie zmarł w 1397 roku. Będąc faktycznie wasalem Jagiełły, Witold uzyskał znaczną władzę w Wielkim Księstwie. Jego niezależność została zalegalizowana w 1401 roku w Unii wileńsko-radomskiej. Witold rządził Litwą do swej śmierci w 1430 roku; jego relacje z Jagiełłą w tym czasie można porównać do pokojowego współrządzenia demonstrowanego przez ich ojców, Olgierda i Kiejstuta. Krzyżacy, zdradzeni po raz drugi, wznowili wojnę przeciw Litwie. Oczekiwali uzyskania Żmudzi, którą Witold dwukrotnie im przyrzekł. W 1398 roku został podpisany Pokój na wyspie Salin, oddający Krzyżakom Żmudź i Jaćwież, po to by uspokoić zachodni front Księstwa, podczas kiedy Witold organizował wielką kampanię przeciw Złotej Ordzie. Witold doznał wielkiej klęski w Bitwie nad Worsklą 12 lub 16 sierpnia 1399. Kuzyni połączyli swoje siły w Bitwie pod Grunwaldem, która zakończyła zagrożenie ze strony zakonu krzyżackiego.